# Hugo Eduardo de León Rodríguez
Hugo Eduardo de León Rodríguez (Rivera, 27 februari 1958) is een voormalig Uruguayaans voetballer en trainer. Hij won als speler onder anderen driemaal de CONMEBOL Libertadores, eenmaal de CONMEBOL Recopa en tweemaal de Intercontinental Cup.

## Biografie
De León begon zijn carrière bij Nacional, een van de twee topclubs van Uruguay. Hiermee won hij de landstitel in 1977 en 1980 en in dat laatste jaar ook de CONMEBOL Libertadores. In 1981 ging hij naar het Braziliaanse Grêmio en miste hierdoor de Intercontinental Cup. Met Grêmio won hij in 1983 ook de CONMEBOL Libertadores en alsnog de Intercontinental Cup; in 1981 was de club ook al landskampioen geworden. Na avonturen bij Corinthians, Santos en het Spaanse Logroñés keerde hij in 1988 terug naar Nacional en won dat jaar opnieuw de CONMEBOL Libertadores en Intercontinental Cup, die Nacional zou winnen van het Nederlandse PSV. In 1989 werd hij verhuurd aan het Argentijnse River Plate, waarmee hij de landstitel won. Na nog omzwervingen bij Botafogo en het Japanse Toshiba Soccer Club beëindigde hij zijn carrière bij Nacional en werd er in 1992 opnieuw landskampioen mee.
Hij speelde 48 keer voor het nationale elftal en won in 1980 de Mundialito met zijn team. In 1990 speelde hij vier wedstrijden op het WK in Italië.
Na zijn spelerscarrière werd hij trainer en trainde verschillende clubs, waaronder Nacional, waarmee hij drie keer de landstitel veroverde.

## Erelijst

### Als speler
Nacional
- Primera División: 1977, 1980, 1992
- CONMEBOL Libertadores: 1980, 1988
- Intercontinental Cup: 1988
- CONMEBOL Recopa: 1989
- Copa Interamericana: 1989

 Grêmio
- Campeonato Brasileiro Série A: 1981
- CONMEBOL Libertadores: 1983
- Intercontinental Cup: 1983

 River Plate
- Primera División: 1989/90

 Uruguay onder 20
- Campeonato Sudamericano Sub-20: 1977

 Uruguay
- Mundialito: 1980

### Als trainer
Nacional
- Primera División: 1998, 2000, 2001